# Oolong
Oolong (čínsky v českém přepisu wu-lung, pchin-jinem wūlóng, znaky zjednodušené 乌龙, tradiční 烏龍, v Česku často nesprávně ó-long) je označení pro skupinu čínských a tchajwanských čajů, které charakterizuje tradiční způsob zpracování, zahrnující zavadání lístků na prudkém slunci a oxidace následovaná rolováním. V čínské čajové kultuře se užívá též označení čaje polozelené nebo žlutozelené (čínsky v českém přepisu čching-čcha, znaky 青茶). Vznik se datuje do roku 1725 do doby vládnutí císaře Jung-čeng dynastie Čching. Jeho předchůdce, čaj pěstovaný v oblasti Wu-i od dob dynastie Sung, je považován za nejstarší tributární čaj v provincii Fu-ťien.
Polozelený čaj je stupněm oxidace (často nesprávně označované jako fermentace) přechod mezi zeleným a černým čajem. Škála je spojitá, takže lze rozlišovat oolongy více oxidované, málo oxidované apod. Obecně ale stupeň oxidace dosahuje 8 % až 85 %. Chuť polozelených čajů se výrazně liší v závislosti na pěstování a způsobu zpracování. Může být sladká a ovocná s medovou vůní, hutná s dřevitými a praženými tóny nebo osvěžující s květinovým aroma. Nálev je světle žlutozelené až oranžové barvy. Různé sorty oolongů se zpracovávají odlišným způsobem, ale tvar listů bývá v zásadě dvojí: buď jsou lístky volně zohýbané (dračí formy), nebo pevně svinuté do malých kuliček s koncem stonku. První způsob svinovaní je tradičnější.
Tento typ čaje se pěstuje zejména na severu a jihu provincie Fu-ťien, v Kuang-tungu a na Tchaj-wanu, v menší míře pak i v provinciích S’-čchuan a Chu-nan. Vyváží se pak kromě dalších míst v rámci Číny zejména do Japonska a celé Jihovýchodní Asie.
Mezi nejslavnější čínské oolongy patří sorty z pohoří Wu-i na severu provincie Fu-ťien, jako je například Velké šarlatové roucho (čínsky v českém přepisu ta-chung-pchao, znaky zjednodušené 大红袍; česky velká červená róba), nebo Železná bohyně milosrdenství, tradičně pěstovaný a vyráběný v obcích Siang-chua a Čchang-kcheng v provincii An-si. Oolongy, stejně jako jejich způsob přípravy zvaný kung-fu čcha, jsou obzvláště oblíbené mezi čajovými znalci z jižní Číny a čínsky hovořícími emigranty v jihovýchodní Asii.
Mezi běžně dostupné polozelené čaje v Česku patří:
- Shui Hsien (čínsky v českém přepisu šuei-sien, znaky 水仙; česky narcis, volně česky vodní víla)
- Tie Guan Yin (čínsky v českém přepisu tchie-kuan-jin, znaky zjednodušené 铁观音, tradiční 鐵觀音; česky železná bohyně milosrdenství)
- Formosa Cui Yu (čínsky v českém přepisu cchuej-jü, znaky 翠玉; česky zelený jadeit)
- Formosa Tung Ting Oolong (čínsky v českém přepisu tung-ting, znaky 凍頂; česky zmrzlý vrchol)

## Původ označení oolong
Slovo oolong je nestandardní anglický přepis původního čínského slova wūlóng (zjednodušeně: 乌龙, tradičně: 烏龍), které znamená Černý drak. Pochází nejspíše z poloviny 19. století.
Vznik původního čínského názvu se pokouší vysvětlit tři různé teorie:
1. Podle první z nich vznikl oolong přímo z čaje ve tvaru lisovaných disků, které bývaly určeny výhradně císařskému dvoru. Poté, co přišla do módy sypaná forma čaje, nahradil výraz oolong tento původní název. Podle tmavých zohýbaných lístků se tak čaji začalo říkat 乌龙 (wu-lung) neboli Černý drak.
2. Dle druhé teorie je domovinou oolongu pohoří Wu-i. Zde byl nazván podle místa, kde byl poprvé vyprodukován. Tato teorie se opírá o básně z období dynastie Čching.
3. Podle třetí teorie oolong pochází z čajovníku v okrese An-si v městské prefektuře Čchüan-čou, kterou objevil muž zvaný Sulong, wulong nebo Wuliang.

Existuje i příběh o muži jménem Wu Liang (později zkomoleno na Wu Long nebo Oolong), který čaj oolong objevil náhodou, když ho po dni stráveném sklizní lístků vyrušil jelen. Když si muž na lístky opět vzpomněl a vrátil se k nim, oxidace u nich už začala probíhat.

## Příprava
Doporučení se liší. Podle některý zdrojů se doporučuje 1 čajová lžička na 170 ml pokud jsou listy srolované, a až 2 polévkové lžíce pokud jsou listy volně otevřené. Podle jiných se pak doporučuje 20-25 ml na gram čaje. Pokud se čaj připravuje např. v kaj-wanu, doporučuje se nádobu zaplnit do třetiny. Doporučená teplota se rovněž značně liší a pohybuje se buď v rozmezí 82–96 °C nebo podle čínských zdrojů dokonce nad 98 °C. Kvalitní oolongy lze zalévat několikrát a chuť nálevu se opakovanými nálevy pozitivně zjemňuje. Listy se běžně zalévají třikrát až pětkrát, přičemž třetí nebo čtvrtý nálev bývá považován za nejlepší. Oolongy se též často připravují obřadním způsobem kung-fu čcha.

## Tchajwanské oolongy
Na Tchaj-wanu se čaj začal komerčně pěstovat až v polovině devatenáctého století. Krom druhů, které pochází z čínské provincie Fu-ťien, se zde ale vyprodukovalo i mnoho dalších sort. Čajový průmysl začal na Tchaj-wanu prudce růst v 70. letech 20. století, stejně jako další odvětví tchajwanské ekonomiky. Díky velké poptávce a silné čajové kultuře je většina tchajwanského čaje určena pro domácí trh.
Vzhledem k různorodosti počasí na Tchaj-wanu se kvalita liší v závislosti na ročním období. Ostrov je sice rozlohou nepříliš velký, ale charakterizují jej výrazné geografické rozdíly - vysoké hory strmě stoupají z nízko položených pobřežních rovin. Různé podnebné podmínky, teploty, nadmořské výšky a půdní podmínky tak dávají vzniknout čajům s odlišným vzhledem, chutí a aroma. V některých horských oblastech se čajovníky pěstují ve stále vyšších polohách a cena takového čaje dosahuje díky jeho unikátní nasládlé chuti astronomických částek.

## Kofein
Obsah kofeinu závisí na několika faktorech, například sortě čaje, způsobu přípravy a nálevu. Obecně řečeno oolong obsahuje kofein, avšak v o něco menším množství než u černých čajů.